# ネプテューヌ☆サガして
「ネプテューヌ☆サガして」は、アフィリア・サーガの楽曲。同グループ10枚目のシングルとして2013年8月7日に5pb.Records から発売された。

## 概要
前作「SURVIVE!!」から9ヶ月ぶりのリリースとなる2013年1作目のシングル。同時に、アフィリア・サーガに改名して初のシングルとなる。
シングルはDVD付盤（YZPB-5013）、通常盤A（YZPB-5014）、通常盤B（YZPB-5015）、通常盤C（YZPB-5016）、ネプテューヌコラボ盤(YZPB-5017)の全5種で発売された。
通常版はメンバー違いの3種があり、A盤はユカフィン・ミク・アリア・コヒメの4名、B盤はアヤミ・レイナ・マホ・ローラの4名、C盤はエミュウ・ルイズ・レイミーの3名がジャケットに描かれている。
ネプテューヌコラボ盤のディスクジャケットにはコンパイルハート描きおろしのネプギア、ロム、ラム、ユニのイラストが描かれている。

## 収録曲

### DVD付盤
1. ネプテューヌ☆サガして
作詞 - 桃井はるこ / 作曲・編曲 - 大島こうすけ
テレビアニメ「超次元ゲイム ネプテューヌ THE ANIMATION」エンディングテーマ
2. NEXT STAGE!
作詞・作曲 - 桃井はるこ / 編曲 - 上野浩司
PlayStation Vita用ソフト「神次元アイドル ネプテューヌPP」オープニングテーマ
3. ネプテューヌ☆サガして(off Vocal)
4. NEXT STAGE!(off Vocal)

DVD
1. ネプテューヌ☆サガして Music Clip
2. ネプテューヌ☆サガして　Music Clip（Dance Ver.）
3. 5thワンマンライブ ダイジェスト映像
4. 特典映像

### 通常版
1. ネプテューヌ☆サガして
2. NEXT STAGE!
3. ネプテューヌ☆サガして（ジャケットセレクトVer.）
ジャケットに描かれたメンバーが歌唱したバージョン。

### ネプテューヌコラボ盤
1. ネプテューヌ☆サガして
2. NEXT STAGE!
3. ネプテューヌ☆サガして(off Vocal)
4. NEXT STAGE!(off Vocal)
5. NEXT STAGE!(Game Ver.)

DVD
1. ネプテューヌ☆サガして MusicClip
2. 神次元アイドル ネプテューヌPP オープニング映像